# 木里短檐苣苔
木里短檐苣苔（学名：Tremacron urceolatum）为苦苣苔科短檐苣苔属下的一个种。